# Ciro Ferrara
Ciro Ferrara (Nápoles, 11 de fevereiro de 1967) é um treinador e ex-futebolista italiano que atuava como zagueiro, lateral-direito e volante. Atualmente está sem clube depois de uma passagem como auxiliar técnico na Juve Stabia.
Jogou em apenas dois clubes: no Napoli, atuou entre 1984 e 1994, e na Juventus, jogou de 1994 a 2005, quando se aposentou dos gramados. Ele disputou 680 partidas em vinte anos de carreira na Serie A, marcando 35 gols. Pela seleção italiana, Ferrara fez 49 partidas.
Seu filho, Paolo Ferrara, foi também jogador de futebol, porém sua carreira profissional resumiu-se apenas ao Chieri, na temporada 2011–12 (atuou anteriormente nas categorias de base da Juventus e do Modena).

## Carreira como jogador

### Napoli
Tendo ingressado nas categorias de base do Napoli em 1980, Ferrara estreou pelo time principal em 1985, contra a Juventus - que, ironicamente, seria o clube que ele defenderia a partir de 1994. Em dez anos, foram cinco títulos (dois da Serie A, uma Copa da UEFA - atual Liga Europa - uma Copa da Itália e uma Supercopa Italiana) envergando a camisa dos Partenopei. Em 1994 assinou com a Juventus, onde seria um dos pilares da defesa.

### Juventus
Foi na Vecchia Signora que Ferrara conquistou a maior parte dos seus títulos na carreira: nada menos que quinze triunfos com a Juve (seis títulos na Serie A, uma Liga dos Campeões, uma Taça Intercontinental, uma Supercopa da Europa, uma Copa da Itália, quatro Supercopas da Itália e uma Copa Intertoto).
Após a conquista da Serie A de 2004–05, Ferrara, que formava o trio defensivo com o uruguaio Paolo Montero e o compatriota Mark Iuliano, anunciou que o triunfo marcaria o encerramento de sua carreira de 21 anos.

### Seleção Italiana
Pela Squadra Azzurra, Ferrara disputou 49 jogos de 1987 a 2000, e não marcou nenhum gol. Integrou o elenco que ficou em terceiro lugar na Copa de 1990, realizada na Itália, tendo jogado apenas uma vez, contra a Argentina. 
Além de ter sido esquecido por Arrigo Sacchi para a Copa de 1994, os constantes problemas com lesões inviabilizaram a sua convocação para a Copa de 1998, fazendo com que Alessandro Nesta fosse convocado para ocupar sua vaga. Seu último torneio de seleções foi a Eurocopa de 2000, onde também entrou em campo apenas uma vez.
Após pendurar as chuteiras como jogador, Ferrara manteve-se ativo no meio futebolístico ao fazer parte da comissão técnica da Itália na Copa do Mundo de 2006.

## Carreira como técnico
Depois da Copa, retornou à Juventus, o clube onde se consagrou como atleta, só que desta vez como treinador das categorias de base do clube e como treinador interino da equipe principal até o término da temporada 2008/2009. Efetivado para a temporada seguinte, não correspondeu às expectativas. Em outubro de 2010, Ferrara foi escolhido como técnico da Seleção Sub-21 da Itália, tendo o ex-goleiro Angelo Peruzzi como seu assistente. Em junho de 2012 foi escolhido para ser o comandante da Sampdoria, mas diante de resultados insatisfatórios, foi demitido em dezembro do mesmo ano.
Foi escolhido pela UEFA como embaixador da Final da Liga Europa de 2013–14, retomando a carreira de técnico em 2016, quando comandou o Wuhan Zall em 16 partidas.
Seu último trabalho foi como auxiliar-técnico da Juve Stabia, na terceira divisão italiana.

## Títulos
Napoli
- Serie A: 1986–87, 1989–90
- Copa da UEFA: 1988-89
- Coppa Italia: 1986-87
- Supercopa Italiana: 1990

Juventus
- Serie A: 1994–95, 1996–97, 1997-98, 2001–02, 2002–03
- Liga dos Campeões da Europa: 1995–96
- Mundial de Clubes: 1996
- Supercopa da UEFA: 1996
- Coppa Italia 1994–95
- Supercopa da Itália: 1995, 1997, 2002 e 2003
- Copa Intertoto: 1999

Individuais
- Seleção da Europa (ESM): 1996-97
- Pallone d'Argento: 2003
- FIFA XI (Reserva): 2000
- Premio Nazionale Carriera Esemplare "Gaetano Scirea": 2003